# سفارة ماليزيا في واشنطن العاصمة
سفارة ماليزيا في الولايات المتحدة هي التمثيلية الرسمية وسفارة ماليزيا في الولايات المتحدة.

## مقالات ذات صلة
- سفارة إندونيسيا في واشنطن العاصمة
- سفارة السودان في واشنطن العاصمة
- سفارة باكستان في واشنطن العاصمة